# Операция „Ичиго“
Операция „Ичиго“ от 19 април до 31 декември 1944 година е военна операция в Южен Китай по време на Втората китайско-японска война и Втората световна война. Тя е последното голямо успешно сухопътно настъпление на държава на Оста през войната, като превръщането му в по-голяма победа за Япония и установяването на сухопътна връзка между окупираните от нея територии в Китай и континенталната част на Югоизточна Азия е предотвратено от американските победи във Филипините, британските в Бирма и заплахата за американско дебаркиране на самите Японски острови, отклонили за отбраната на тези територии нужните за продължаване на настъплението японски войски.
Тя представлява мащабен план с няколко етапа, с които Япония цели да разгроми силите на Република Китай в Хънан, Хунан и Гуанси, да неутрализира разположените там военновъздушни бази на Съединените щати и да си осигури сухопътна връзка между завзетите от нея територии в Северен Китай и Индокитай. Въпреки успеха на японското настъпление, поставило в средата на април 1944 година под японски контрол южната част на стратегическата жп линия Пекин - Ханкоу, свързало в началото на май северната и централната окупационна зони, през юли и август превзело американските авиобази в Чанша и Хънян, а през ноември - в Линглин, Гуилин, Лиуджоу и Наннин, то не донася очаквания от японците резултат, тъй като американците продължават бомбардировките на Японските острови от новозавзети бази в Тихия океан, а окупираните от тях нови територии се оказват трудни за ефективно контролиране.